# Dicranomyia evexa
Dicranomyia evexa är en tvåvingeart som först beskrevs av Alexander 1967.  Dicranomyia evexa ingår i släktet Dicranomyia och familjen småharkrankar. Inga underarter finns listade i Catalogue of Life.